# Marie, kněžna lichtenštejnská
Marie Aglaé, kněžna lichtenštejnská rozená hraběnka Kinská ze Vchynic a Tetova (14. dubna 1940 Praha – 21. srpna 2021 Grabs) byla lichtenštejnská kněžna, manželka lichtenštejnského knížete Jana Adama II.

## Původ a rodina
Narodila se jako čtvrté dítě hraběte Ferdinanda Kinského (1907–1969) a Henrietty hraběnky z Ledebour-Wichelnu (1910–2002). Její otec pocházel z knížecí větve českého rodu Kinských z Vchynic a Tetova. Byla vnučkou českého šlechtice a meziválečného československého senátora za německé křesťanské sociály Eugena Ledebur-Wichelna. Byla též pravnučkou Jindřicha hraběte Larisch-Mönnicha, majitele uhelných dolů na Karvinsku. Dětství prožila s rodiči do roku 1945 na zámku v Horažďovicích, poté se odstěhovali do Bavorska.

### Rodiče
Její otec převzal řízení velkostatku v Horažďovicích v roce 1928 a o pět let později se sem s manželkou přestěhoval. Byl předsedou Junáka v Horažďovicích, čestným předsedou Sportovního klubu Horažďovice a členem dalších organizací. Její matka se naučila velmi dobře česky. V době druhé světové války se nespolčili s nacisty, naopak intervenovali u okupačních úřadů ve prospěch českých spoluobčanů. Přesto byli po válce vyslýchání a jako čeští Němci podle tehdejších zákonů vysídleni do Bavorska.
V letech 1946–1950 navštěvovala základní školu sester benediktinek ve Wald Cloister v Bádensku-Württembersku, kde vystudovala i reálné gymnázium. V roce 1957 odjela na studium angličtiny do Spojeného království. Zde také vystudovala Akademii užitého umění, které zůstalo její velkou vášní. Během pobytu v Paříži si osvojila francouzštinu. V roce 1965 začala pracovat jako grafička v německé tiskárně.

## Sňatek
V neděli 30. července 1967 se ve vaduzské katedrále svatého Florina provdala za tehdy korunního prince Jana Adama. Již v létě následujícího roku 11. července 1968 se knížecímu páru narodil první syn, dědičný princ Alois z Lichtenštejna. Další syn princ Maxmilián se narodil 16. května 1969, následoval princ Konstantin dne 15. března 1972 a 10. dubna 1973 se narodila princezna Tatjana. Potomci dnes již mají děti a tak má současná knížecí rodina 15 vnoučat.

## Státnická role
Jako manželka hlavy státu se účastnila politických akcí v knížectví, i v zahraničí. V Lichtenštejnsku se angažovala v oblasti kultury, školství a sociální péče. Mezi lety 1985 a 2015 byla prezidentkou Lichtenštejnského červeného kříže a Society for Therapeutic-Pedagogical Aid. Jako znalkyně umění byla cennou rádkyní knížete Jana Adama při nákupech uměleckých děl do proslulých knížecích sbírek, které její manžel rozmnožil o více než třetinu. Její rodina uvítala rekonstrukci obou lichtenštejnských paláců ve Vídni, které byly poškozeny za druhé světové války. 

## Vztahy k rodné zemi
S členy z rodu Kinských, kteří žijí v Česku, udržovala stále kontakty. Samostatné Česko poprvé navštívila se svým manželem v březnu 2012, při příležitosti otevření výstavy o životě a díle knížete Jana Adama I., která byla uspořádána na zámku v Mikulově. Město Horažďovice udržuje kontakty s rodem Kinských, často je navštěvoval zejména kněžnin starší bratr Ferdinand Kinský (1934–2020), který je čestným občanem města. Jeho druhorozený syn Johannes (1964–2008) byl známým bankéřem a členem představenstva Erste Bank a České spořitelny.

## Potomstvo
Knížecí pár má čtyři děti:
- Dědičný princ Alois (* 1968) je ženatý s vévodkyní Sophií, princeznou bavorskou.
  - děti: Josef Václav Maxmilián Maria (* 24. května 1995), Marie-Caroline Elisabeth Immaculata (* 17. října 1996), Jiří Antonín Konstantin Maria (* 20. dubna 1999), Mikuláš Šebestián Alexandr Maria (* 6. prosince 2000).
- Princ Maxmilián (* 1969) je ženatý s Angelou Brownovou (* 1958)
  - syn Alfons Konstantin Maria (* 18. května 2001).
- Princ Konstantin (* 1972) je ženatý s hraběnkou Marií z Kalnoky (* 1974).
  - děti: Mořic Emanuel Maria (* 27. května 2003), Georgina Maxmiliana Taťána Marie (* 23. července 2005).
- Princezna Taťána (* 1973) je vdaná za Filipa z Lattorffu (* 1968).
  - děti: Lukáš Maria (* 13. května 2000), Alžběta Marie Anděla (* 25. ledna 2002), Marie Tereza (* 18. ledna 2004), Kamila Marie Kateřina (* 14. listopadu 2005), Anna Pia Terezie Marie (* 3. srpna 2007) a Žofie Kateřina Marie (* 30. října 2009).

## Tituly
Podle lichtenštejnského práva jí náležely tituly vévodkyně Opavská a Krnovská a hraběnka z Rietbergu.